# 迈克尔·穆凯西

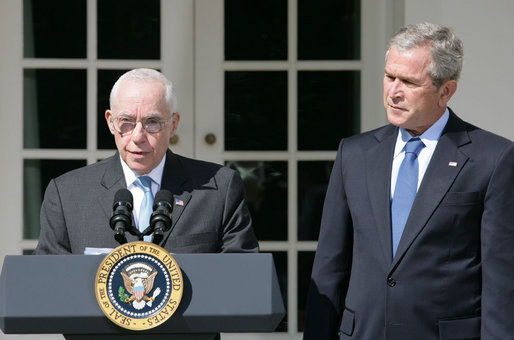
迈克尔·穆凯西

迈克尔·伯纳德·穆凯西（Michael Bernard Mukasey，1941年7月28日—，纽约），美国律师、政治家，美国共和党成员，前美国司法部长（2007年至2009年）。